# Психо 4: На початку
«Психо 4: На початку» (англ. Psycho 4: The Beginning) — американський телевізійний трилер 1990 року, знятий Міком Ґаррісом. Не рекомендовано до перегляду дітям та підліткам до 16 років.

## Сюжет
Вже немолодий Норман Бейтс відновлюється після лікування в психіатричній лікарні. За час перебування в лікарні він познайомився з психоаналітиком на ім'я Констанс, яка в результаті стала його дружиною. В них з дружиною все було добре, поки Норман не дізнався про її вагітність. Норман не хоче мати дітей, вважаючи себе глибоко ненормальним та вважаючи, що діти отримають цю ненормальність в спадок. Норман слухає радіо в очікуванні повернення з роботи своєї дружини й у радіо-шоу чує тему про вбивство матері. Він телефонує до студії й ведуча потроху витягає з нього страшні спогади дитинства. Матір в дитинстві змушувала Нормана одягатися в дівчачий одяг та доводила до сказу звинуваченнями в  нікчемності. Після появи коханця ситуація зовсім виходить з-під контролю й Норман підсипав матері в напій стрихнін.
Розповівши свою історію Норман домовляється зі своєю дружиною Конні зустрітися в маєткові Бейтсів, де він збирається її вбити. В маєткові Конні усвідомлює намір Нормана й благає його зупинитися, запевняючи, що з їх дитиною все буде гаразд. Норман дослухається до її слів та відпускає Конні. Бажаючи покінчити зі своїми жахіттями, він влаштовує пожежу в будинкові, під час якої він бачить численних привидів своїх жертв, в тому числі й матір, яка вмовляє його "взяти з собою". Норман відмовляється й, з великою складністю, вибирається з палаючого будинку. Наступного ранку пожежні гасять залишки повністю вигорілого маєтку.
Наприкінці Норман заявляє, що є "повністю вільним" й іде з дружиною від свого колишнього будинку. Між тим, привид матері, який сидить в підвалі, "вимагає" звільнити її, але двері до льоху відразу ж закриваються. Екран темнішає й за титрами чутно дитячий плач, який свідчить про народження дитини Бейтса.

## В ролях
- Ентоні Перкінс — Норман Бейтс
- Генрі Томас — Молодий Норман Бейтс
- Олівія Гассі — Норма Бейтс
- Сі. Сі. Х. Паундер — Френ Амброуз
- Воррен Фрост — Лікар Лео Річмонд
- Донна Мітчелл — Конні Бейтс
- Томас Шустер — Чет Рудольф
- Шарен Самілл — Голлі
- Боббі Еворс — Ґлорія
- Джон Лендіс — Майк Калвеччіо
- Курт Пол — Реймонд Лінетт

## Цікаві факти
- Слоган фільму: «You’ve met Norman… now meet mother» - «Ви зустріли Нормана... тепер зустрічайте матір».
- Фільм знімався на студії Universal у Флориді від 4 червня по 13 липня 1990 року. Мотель та маєток Бейтса було побудовано на території тематичного парку.
- Події фільму пов'язані з пілотним епізодом відразу ж закритого телесеріалу Мотель Бейтса, прем'єра якого відбулася після показу третього фільму на телебаченні.
- Сценарист Джозеф Стефано написав також сценарій для оригінального фільму 1960 року.
- Тривалий час ходив поголос про наступний фільм під назвою Психо 5 (англ. Psycho V) або Син психопата (англ. Son Of Psycho). Але робота над сценарієм так й не розпочалася й лише 1998 року Ґас Ван Сант відзняв свій рімейк оригінального фільму з новим акторським складом.